# Volo Peruvian Airlines 112
Il volo Peruvian Airlines 112 era un volo passeggeri nazionale di linea da Lima a Jauja, in Perù. Il 28 marzo 2017, il Boeing 737-300 che stava operando il volo ha subito un collasso del carrello dopo l'atterraggio, ha preso fuoco ed è stato consumato dalle fiamme. Seppure non ci siano state vittime nell'incidente, 39 delle 150 persone a bordo sono rimaste ferite.

## L'aereo
Il velivolo coinvolto nell'incidente era un Boeing 737-3M8, numero di serie 25071, codice di registrazione OB-2036-P. L'aereo aveva volato per la prima volta nel maggio 1991 per Trans European Airways e dopo il servizio con diverse altre compagnie aeree era stato noleggiato a Peruvian Airlines nel 2013.

## L'incidente
L'aereo è atterrato a Jauja alle 16:40 ora locale (21:40 UTC). I passeggeri hanno riportato di "due forti impatti" al momento del touchdown. Tutte e tre le gambe del carrello di atterraggio sono collassate e l'aereo è scivolato lungo la pista, è uscito sulla destra e l'ala ha urtato la recinzione perimetrale dell'aeroporto. È scoppiato un incendio che ha distrutto il Boeing. Tutti i 141 passeggeri e nove membri dell'equipaggio a bordo sono stati evacuati in tempo; in trentanove hanno riportato ferite e sono stati portati in ospedale. L'incidente è stato catturato da diversi passeggeri a bordo, che hanno ripreso la scena con i telefonini.

## Le indagini
La Commissione d'inchiesta sugli incidenti aerei peruviana (CIAA) ha pubblicato il suo rapporto finale nel novembre 2020 e ha stabilito che la causa dell'incidente era stata un guasto dei componenti meccanici dei sistemi di smorzamento del carrello d'atterraggio principale che, essendo al di sopra dei normali limiti di tolleranza, non sono stati in grado di smorzare correttamente le vibrazioni e le oscillazioni laterali delle ruote. La sequenza di eventi in entrambi i montanti del carrello principale ha portato alla rottura e al collasso di entrambi i montanti del carrello principale.